# 賈奭
賈奭（1426年—？年），字希召，四川重慶府巴縣人，明朝政治人物。

## 生平
景泰五年（1454年）甲戌科進士。授浙江慈谿縣知縣，政声大著。累官至都察院右副都御史、巡撫陝西。

## 家族
曾祖賈進成，祖賈文富，父賈珪，母王氏。